# Хованщина (фильм-опера)
«Хованщина» — экранизация одноимённой оперы Модеста Мусоргского. Дмитрий Шостакович за адаптацию музыки Мусоргского был номинирован на соискание премии «Оскар» за лучшую музыку в 1962 году.

## Сюжет
Хованщина — короткий период всевластия в Москве князя Ивана Хованского, назначенного царевной Софьей после стрелецкого бунта начальником стрелецкого приказа и пользовавшегося огромной популярностью: стрельцы даже называли его «батей».
Действие фильма может быть отнесено к первой половине сентября 1682 года (непосредственно перед падением и гибелью Хованского).
Как и одноимённая опера, сюжет фильма очень сильно отступает от исторических реалий.

## В ролях
- Алексей Кривченя — князь Иван Хованский, начальник стрелецкого приказа
- Антон Григорьев — князь Андрей Хованский, сын Ивана Хованского
- Евгений Кибкало — боярин Шакловитый
- Марк Рейзен — Досифей
- Кира Леонова — Марфа
- Владимир Петров — князь Василий Голицын
- Алексей Масленников — Кузька, молодой стрелец
- Вивея Громова — Эмма, девушка из немецкой слободы
- Виктор Нечипайло — народный вожак
- Лилия Гриценко — Сусанна, раскольница
- Майя Плисецкая — пленная персидка
- Н. Захаров / Сергей Бекасов — подьячий
- Г. Панков — пастор
- Ф. Фокин — Варсонофьев, доверенное лицо князя Голицина
- Т. Черняков — клеврет князя Голицина
- Ю. Дементьев — боярин Стрешнев

## Съёмочная группа
- Сценарист: Дмитрий Шостакович, Анна Абрамова
- Композитор:  Модест Мусоргский
- Художник: Александр Борисов
- Оркестр, хор, балет: Государственного академического Большого театра СССР
- Дирижёр: Евгений Светланов
- Балетмейстер: Сергей Корень
- Хормейстер: А. Хазанов
- Концертмейстер: С. Бриккер